# Mallboy
Mallboy è un film del 2001, diretto da Vincent Giarrusso.

## Trama
Shaun è un ragazzo quattordicenne demoralizzato nei confronti della vita per vari motivi che preferisce trascorrere il tempo con i suoi amici nei centri commerciali nella periferia di Melbourne piuttosto che frequentare la scuola. La sua vita lentamente inizia a cambiare in meglio quando suo padre, condannato per furto con scasso, viene rilasciato dal carcere. Shaun spera di poter riallacciare un buon rapporto col padre e resta deluso nello scoprire che all'uomo la cosa non importa.
Il ragazzo decide quindi di comportarsi nel modo opposto a come si è comportato suo padre in modo così da superare il suo disagio iniziale e i suoi sentimenti di rifiuto. Poco tempo dopo la nascita della sorella, Shaun decide, con il sostegno della madre, di lasciare la famiglia e gli amici per iniziare una nuova vita in una casa per adolescenti svantaggiati.

## Riconoscimenti
- 2000 - Australian Film Institute
  - Miglior giovane attore a Kane McNay
- 2000 - Festival di Cannese
  - Nomination C.I.C.A.E. Award a Vincent Giarrusso
  - Nomination Caméra d'or a Vincent Giarrusso

## Box office
Mallboy ha incassato 140742 $ al botteghino in Australia.